# Branchinella wellardi
Branchinella wellardi är en kräftdjursart som beskrevs av Angela C. Milner 1929. Branchinella wellardi ingår i släktet Branchinella och familjen Thamnocephalidae. IUCN kategoriserar arten globalt som sårbar. Inga underarter finns listade.